# Arhesiro sonoma
Arhesiro sonoma is een hooiwagen uit de familie Sironidae. 